# Sciara analis
Sciara analis ist eine Mückenart aus der Familie der Trauermücken (Sciaridae).

## Merkmale
Die Mücken haben eine Körperlänge von 4,0 bis 5,0 Millimetern. Der Körper und die Flügel sind schwarz, die Intersegmentalhäute am Hinterleib sind kräftig gelb gefärbt. Die Zellen am Flügelrand tragen Gruppen von kleinen Borsten. Die Flügelader M2 ist stark „S“-förmig gekrümmt. Der Stiel der Ader ist kürzer als ihre Gabel. Die Art ist von zumindest zwei anderen Arten der Gattung Sciaria nur anhand von genitalmorphologischer Untersuchungen zu unterscheiden. 

## Lebensweise und Verbreitung
Die Tiere kommen in Europa weit verbreitet und häufig vor. Die Imagines fliegen im Juli und August und treten lokal sehr häufig, besonders auf Doldenblütlern auf. Die Larven entwickeln sich auch in Blumentöpfen.

## Belege